# Velum (liturgische Kleidung)

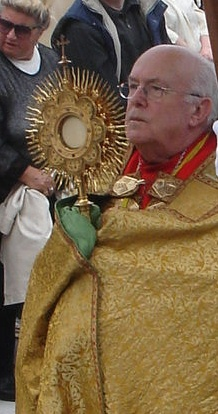
Kardinal Godfried Danneels mit dem Allerheiligsten in der Monstranz und dem Segensvelum

Das Schultervelum (von lateinisch velum ‚Segel, Tuch, Hülle‘) ist ein rechteckiges Tuch, das in der römisch-katholischen Liturgie verwendet wird und dem Verhüllen der Hände dient, wenn sie im Gottesdienst bestimmte Gegenstände berühren.
Das Velum liegt auf Schultern und Rücken auf, seine Enden fallen vorn rechts und links über die Brust des Trägers herab. Vor der Brust können die Enden durch eine Schließe oder durch Bänder verbunden werden, damit das Velum nicht von den Schultern gleiten kann. Das Velum soll aus Seide bestehen. Segens- und subdiakonales Velum tragen meist in der Mitte eine aufgestickte oder aufgenähte Verzierung und sind an den Enden mit Borten verziert, das Akolythenvelum ist in der Regel schmucklos.
Das Tragen des Velums wird als Zeichen der Ehrfurcht verstanden. Es verhindert auch weitgehend das Berühren der meist aus Edelmetallen wie Silber oder Gold gefertigten kostbaren liturgischen Geräte und Gefäße mit bloßen Händen und somit das Anlaufen der berührten Stellen.

## Sakramentsvelum, Segensvelum
Das Sakraments- oder Segensvelum wird dem Priester oder Diakon zum sakramentalen Segen bei eucharistischen Andachten sowie bei eucharistischen Prozessionen umgelegt, wenn er das Allerheiligste trägt. Regional wurde das Segensvelum auch bei Versehgängen getragen.
Das Sakramentsvelum ist gemäß den Bestimmungen über die liturgischen Farben immer weiß. Die Innenseite ist meist mit einem dünnen Stoff gefüttert, und es sind links und rechts Taschen eingenäht, in die der Träger der Monstranz seine Hände legt, damit er die Monstranz nicht mit bloßen Händen berührt. Segensvelen sind häufig aus Seidenbrokat und können eine kunstvoll verzierte Schließe haben. Manchmal sind sie in der gleichen Art wie ein zugehöriger Rauchmantel gefertigt.
Ein Sakramentsvelum kam vergleichsweise spät in Gebrauch. Es wurde erstmals um 1400 in einem römischen Ordo bei der Übertragung des Allerheiligsten in der Karfreitagsliturgie erwähnt und wurde anfangs nicht um die Schultern gelegt, sondern lag über der linken Schulter des Klerikers. Das vordere Kopfende des Tuches bedeckte den Kelch mit den geweihten Hostien, das andere Ende hing hinter der Schulter herab.

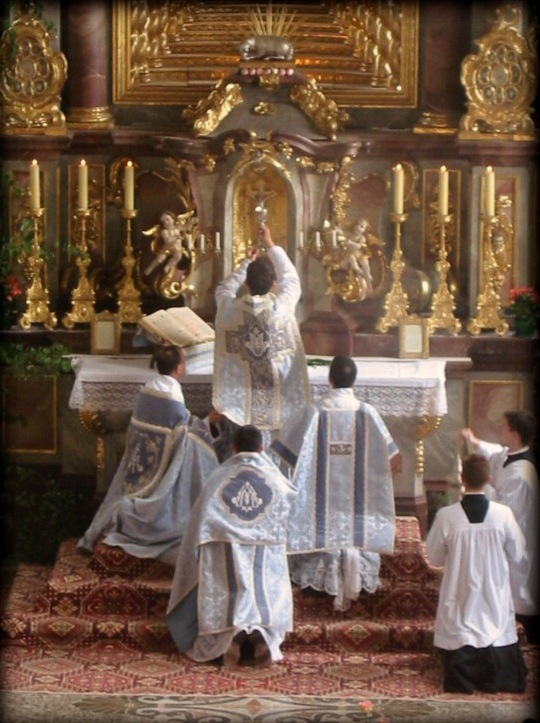
Subdiakon (Mitte, unten) mit Velum bei einer Messfeier in der außerordentlichen Form des römischen Ritus

## Subdiakonales Velum
Seit dem 8. oder 9. Jahrhundert war es im römischen Ritus üblich, dass die Patene von der Opferung bis nach dem Vaterunser unter dem Korporale verborgen wurde, als „Symbol für das Sichverbergen des Herrn vor seinem Leiden“ bzw. „das Sichverbergen der Jünger beim Beginn des Leidens“. Der Priester schob dazu die Patene unter das Korporale. In der feierlichen Messe wurde die Patene von einem Kleriker verhüllt getragen, und zwar anfangs von einem Akolythen in der Rolle des patenarius, der dazu ein Handvelum – den sindon – benutzte.
Etwa im 11. Jahrhundert ging die Aufgabe vielerorts, wenn auch nicht überall, an den Subdiakon über. Dieser benutzte zunächst seinen Manipel, dann eine mappula, einen Stoffstreifen über der rechten Schulter, dessen hinteres Ende am Rücken des Subdiakons herabhing. Frühestens ab dem 15. Jahrhundert benutzte der Subdiakon zum Tragen der verhüllten Patene ein Schultervelum in der heutigen Form, wie es bis zur Liturgiereform von 1970 üblich war und heute in der außerordentlichen Form des römischen Ritus noch praktiziert wird. Das Velum trug in der Mitte eine Verzierung und richtete sich in der Farbe nach der Farbe der Messgewänder.

## Akolythenvelum
Ein Handvelum zum Schutz der bereits damals manchmal kostbaren Mitren – das velum ad tenendam mitram – bürgerte sich ab dem 13. Jahrhundert ein; es wurde benutzt von den Akolythen, die die Mitra des Bischofs im Pontifikalamt hielten, während dieser sie abgelegt hatte, war aber anfangs kein Schultervelum, sondern ein Tuch.
Heute tragen die Ministranten (Signiferi), die beim Pontifikalamt die bischöflichen Insignien Stab und Mitra halten, ein Schultervelum ohne Schmuck. Es soll ein Anlaufen des Stabes oder Flecken auf der Mitra verhindern. Das Velum ist weiß oder richtet sich nach der liturgischen Farbe, die auf den Tag oder den Anlass zutrifft.